# أليكساندر تييري
أليكساندر تييري (بالفرنسية: Alexandre Thierry)‏ هو صانع آلات أرغن فرنسي، ولد في 1646 في باريس في فرنسا، وتوفي بنفس المكان في 1699.